# Suffolk Downs (MBTA-Station)
Suffolk Downs ist eine nach der in der Nachbarschaft gelegenen gleichnamigen Pferderennbahn benannte U-Bahn-Station der Massachusetts Bay Transportation Authority (MBTA) im Osten des Stadtteils Orient Heights von East Boston im Bundesstaat Massachusetts der Vereinigten Staaten. Sie bietet Zugang zur Linie Blue Line. Die Station ist barrierefrei und hat zwei Seitenbahnsteige, die mit einer Fußgängerbrücke aus Backsteinen, Beton und Stahl verbunden sind. Mit durchschnittlich 521 täglichen Reisenden im Finanzjahr 2019 ist Suffolk Downs die am wenigsten frequentierte Station im U-Bahn-Netz der MBTA.

## Geschichte
Die ursprüngliche Station wurde am 21. April 1952 am Standort des ehemaligen Bahndepots Belle Isle der Boston, Revere Beach and Lynn Railroad errichtet. Einer der Bahnsteige fiel am 14. Februar 1976 einem Brand zum Opfer, und die Station wurde 1984 neu gebaut. Von 1994 bis 1995 erfolgte dann ein weiterer Neubau.

## Bahnanlagen

### Gleis-, Signal- und Sicherungsanlagen
Der U-Bahnhof verfügt über insgesamt zwei Gleise, die über zwei Seitenbahnsteige zugänglich sind.

### Gebäude
Der U-Bahnhof befindet sich an der Adresse 1230 Bennington Street at Walley Street und ist vollständig barrierefrei zugänglich.

## Umfeld
An der Station besteht keine Anbindung an Buslinien der MBTA, es stehen jedoch 110 kostenpflichtige Parkplätze zur Verfügung.